# Ortografía de la calculadora
La ortografía de la calculadora es una técnica de deletrear palabras leyendo los caracteres al revés de las calculadoras equipadas con visores que formen los números con siete segmentos.

## Descripción
Una característica involuntaria de la exhibición de dígitos en el display de  siete segmentos es que muchos números cuando se leen al revés, aparecen como letras del alfabeto latino. Cada dígito se puede ver como una letra única, creando un subconjunto limitado pero funcional del alfabeto llamado a veces el alfabeto "beghilos".
| Letra:  | B | E | G | h | I | L | O | S | Z | g |
| Dígito: | 8 | 3 | 9 | 4 | 1 | 7 | 0 | 5 | 2 | 6 |

En una calculadora, esto aparece como:

## Juegos
Esta característica se suele emplear en colegios para hacer juegos. 
Por ejemplo:

Una chica de 19 años con un chico de 19 años se escaparon durante los 365 días del año cuando los encontraron haciendo el amor por 5 minutos... ¿Qué resultó? Se realiza la siguiente operación en la calculadora: 1919365 / 5, con lo que se obtiene 383873. Se le da la vuelta a la calculadora 180 grados y se puede leer algo similar a: "ELBEBE" (El bebé).

Un señor de 70 años se cayó de un 7 piso se rompió 6 costillas, 1 brazo y 0 piernas (707610). Luego pasaron 2 señores (707610/2) y le dijeron SOBESE (353805)

Un Peugeot 505 y un Fiat 127 (505128) chocaron a las 2:43 h. Todos los ocupantes de los vehículos resultaron (505128+243) ILESOS (505371)

Una niña de 10 años que sacaba 10 (1010) un día sacó un 7 (10107) ¿Qué le dijeron sus 2 padres? (10107/2) le dijeron que no tenía SESOS (5053.5)

En una grada de una plaza de toros había 123 personas (123), en otra había otras 123 (123+123), y en otra también había 123 (123+123+123). Además también estaba un torero (123+123+123+1), que cuando apareció todo el público dijo: OLÉ (370)

Un ladrón de 38 años robó de 5 bancos diferentes la cantidad de $7,854 (.3857854), un día se descuidó y fue atrapado por 2 policías (.3857854 x 2), como no confiaba en los bancos, guardaba todo el dinero en su BOLSILLO (0.7715708)

Si metemos en un congelador a 0.1°C, 631.4 mililitros de agua (.6314 litros), obtenemos HIELO (0.1+0.6314)

Observando el espacio, tenemos: 1 galaxia, 9 planetas y 695 estrellas (1+9+695), y en el centro del universo está el SOL (705)

142 soldados israelíes atacan una fortaleza donde hay 154 soldados árabes tratando de proteger 69 barriles de petróleo (14215469), 5 días después (14215469 x 5), la batalla la gana SHELL OIL (71077345)

En un partido de fútbol, al minuto 14, el marcador iba 0-0 (1400), luego, el jugador 18 (140018), se escabulle entre 2 defensas (140018/2), dispara y marca GOOOL (70009)

En una carrera de de 10 autos, 5 eran amarillos y los otros 5 rojos, chocó 1, quedando 9 en la contienda, entre los 3 mejores tiempos (1.05519/3), el piloto ganador se llamaba ELISEO (0.35173)

Estos juegos se suelen denominar calculogramas.